# Cambodia Bay Cycling Tour
El Cambodia Bay Cycling Tour es una carrera ciclista camboyana que se celebra en el mes de enero alrededor de Camboya. La carrera se organizó por primera vez en el año 2020 y forma parte del UCI Asia Tour bajo la categoría 2.2.

## Palmarés
| Año  | Ganador           | Segundo          | Tercero     |
| ---- | ----------------- | ---------------- | ----------- |
| 2020 | Ariya Phounsavath | Nur Aiman Zariff | Fung Ka Hoo |

## Palmarés por países
| País | Victorias |
| ---- | --------- |
| Laos | 1         |